# Dettingen an der Iller
Dettingen an der Iller ist eine Gemeinde im östlichen Landkreis Biberach in Oberschwaben.

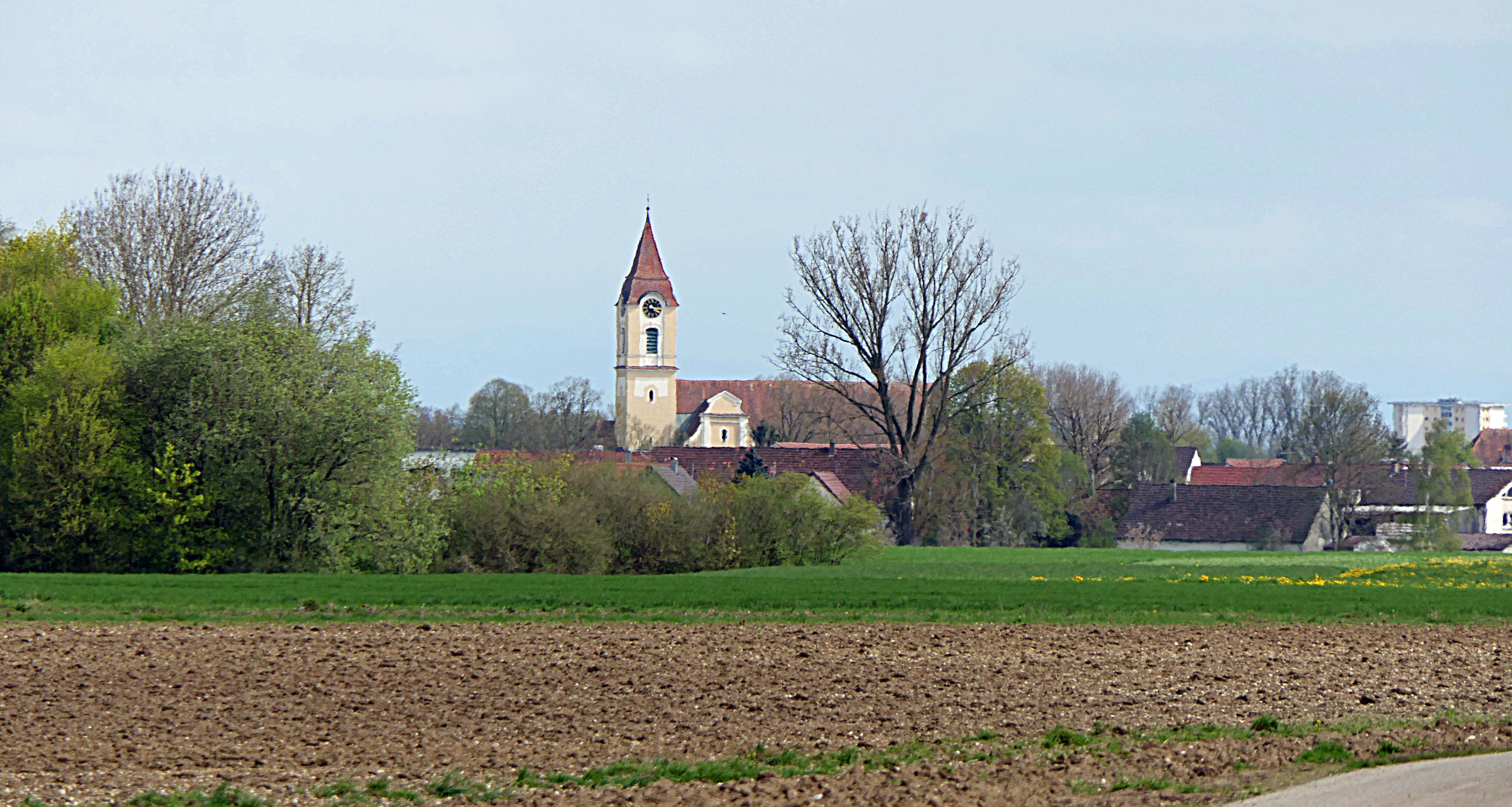
Dettingen an der Iller von Norden mit Kirche Mariä Himmelfahrt

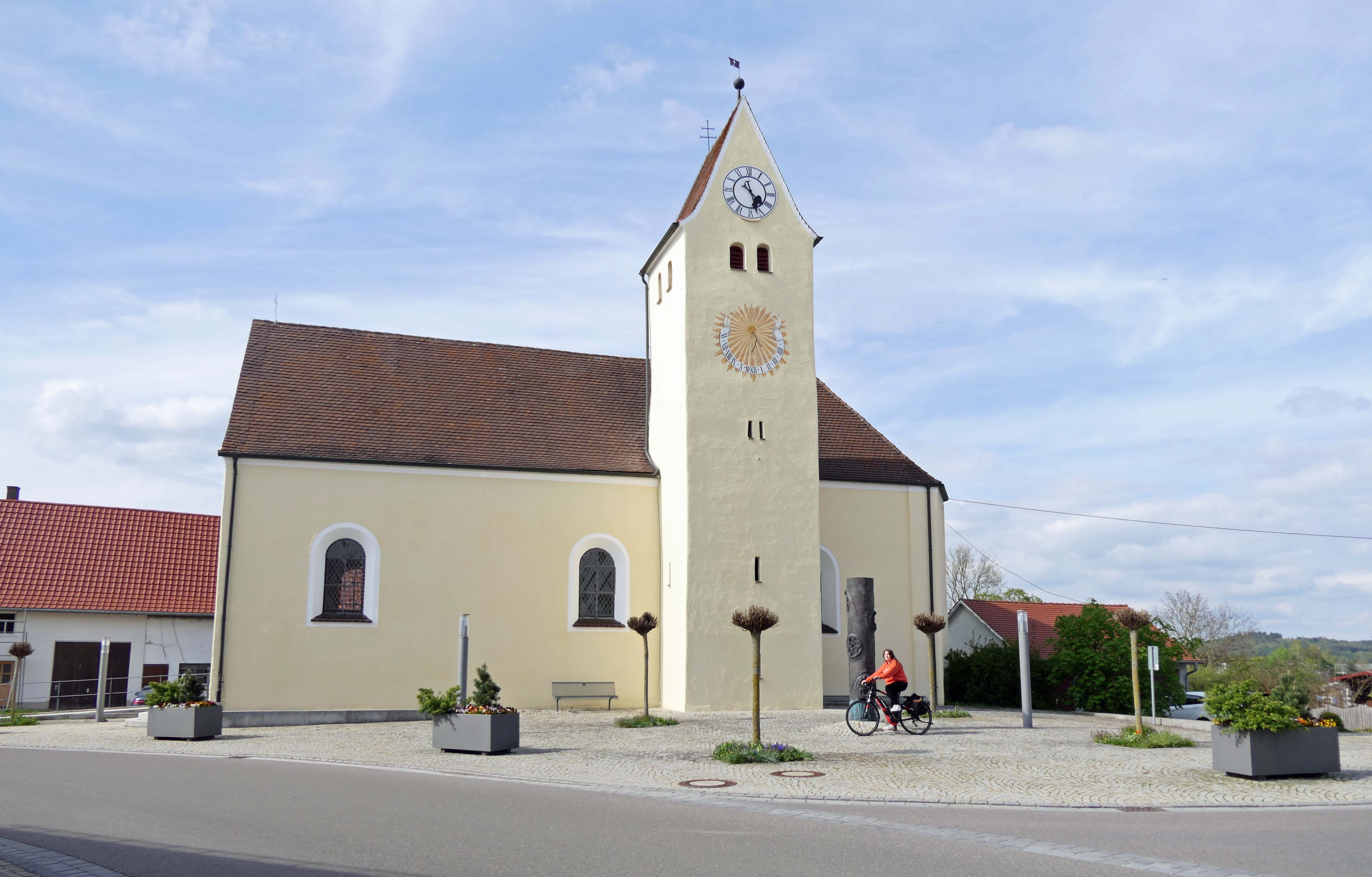
Kirche St. Vitus in Unterdettingen

## Geographie

### Lage
Im Osten grenzt die Gemeinde an den Freistaat Bayern. Der etwa 4 km lange Grenzverlauf ist deckungsgleich mit dem damaligen linken Ufer des noch unkorrigierten Laufs der Iller im Jahr 1852.

### Gemeindegliederung
Zur Gemeinde Dettingen an der Iller gehören die Dörfer Oberdettingen und Unterdettingen, die Weiler Buchau, Hammerschmiede und Kleinkellmünz, die Höfe Bleiche, Geiwitz, Herrenmühle und Venusmühle und die Häusern Illerwerk IV Unterdettingen.

## Geschichte

### Zur Zeit des alten Reichs
Erste schriftliche Spuren finden wir von Dettingen bereits im Jahre 799, wo ein Edler namens Adalmann dem Kloster St. Gallen Güter zu Tantingen verehrt hat. Ob es Dettingen an der Iller ist, kann nicht sicher gesagt werden. Sodann schenkte 876 Egino demselben Kloster St. Gallen Güter und Leute zu Tetinga. Diese Urkunde gilt als erste sichere Erwähnung.
Der Name Dettingen lässt sich durch die Endung -ingen auf eine alemannische Gründung eines Edlen namens Tetto oder „Tato“ zurückführen. Dettingen besaß auch einen eigenen Dorfadel, vermutet durch die langjährige Zugehörigkeit zu Kellmünz. Sie könnten Ministeriale der Grafen zu Kellmünz gewesen sein. Die Bezeichnung Thädingen für Ober- und Unterdettingen taucht 1165/66 auch auf, als Welf VII. Kellmünz, Filzingen, Unterroth, Weiler und beide Dettingen niederbrennen ließ.
Vom 11. Jahrhundert bis zum Reichsdeputationshauptschluss Anfang des 19. Jahrhunderts gehörte der Ort zur Herrschaft Kellmünz an der Iller.

### Württembergische Zeit
Im Jahre 1806 fiel Dettingen zunächst an das Königreich Bayern, um bereits mit dem Grenzvertrag von 1810 zum Königreich Württemberg zu wechseln. Der Ort wurde nun dem Oberamt Biberach zugewiesen. Die Einwohnerzahl in Dettingen betrug im Jahre 1837 gemäß amtlicher Zählung 780 Einwohner.
Im Ersten Weltkrieg fielen 48 Männer und sieben blieben vermisst.
Von 1926 bis 1928 wurde durch die Oberschwäbischen Elektrizitätswerke (OEW) ein Wasserkanal, ein Stausee und ein Wasserkraftwerk gebaut. Das brachte vielen Dettingern Arbeit.
1932 wurden 1032 Einwohner gezählt.
Bei der Kreisreform während der NS-Zeit in Württemberg gelangte Dettingen 1938 zum neu umrissenen Landkreis Biberach.

### Zweiter Weltkrieg
Aus dem Zweiten Weltkrieg kamen 56 Soldaten nicht mehr zurück und 27 sind bis heute vermisst, also in Summe 83 Tote und Vermisste. Am 18. April 1945 gegen 13:50 Uhr warfen amerikanische Flugzeuge Bomben auf Unterdettingen. Dabei kamen sechs Einwohner, fünf Evakuierte, ein polnischer Landarbeiter, ein italienischer Landarbeiter und fünf Soldaten einer Eisenbahnpioniereinheit um ihr Leben.
Bei den Einwohnern des Ortes, die ihr Leben lassen mussten, handelte es sich um drei Bauern auf dem Weg zur Feldbestellung und zwei Frauen, die in ihren Häusern getroffen wurden.

### Nachkriegszeit
Im Jahre 1945 wurde Dettingen Teil der Französischen Besatzungszone und kam somit zum Nachkriegsland Württemberg-Hohenzollern, welches 1952 im Bundesland Baden-Württemberg aufging.

### Religion
Dettingen ist traditionell römisch-katholisch geprägt. Die katholische Kirchengemeinde Mariä Himmelfahrt gehört zur Seelsorgeeinheit Illertal im Dekanat Biberach.

## Politik

### Gemeinderat
Der Gemeinderat in Dettingen an der Iller besteht aus den 12 gewählten ehrenamtlichen Gemeinderäten und dem Bürgermeister als Vorsitzenden. Der Bürgermeister ist im Gemeinderat stimmberechtigt. 
Bei der Kommunalwahl am 9. Juni 2024 wurde der Gemeinderat durch Mehrheitswahl gewählt. Mehrheitswahl findet statt, wenn kein oder nur ein Wahlvorschlag eingereicht wurde. Die Bewerber mit den höchsten Stimmenzahlen sind dann gewählt. Die Wahlbeteiligung betrug 65,89 %.

### Bürgermeister
Bürgermeister ist seit 2025 Florian Bailer. Von 1910 bis 1945 war Andreas Gsegnet Bürgermeister; von 1954 bis 1986 amtierte Hermann Käufel. Von 1986 bis 2025 war Alois Ruf Bürgermeister der Gemeinde.

### Wappen
| Wappen der Gemeinde Dettingen an der Iller | Blasonierung: „In gespaltenem Schild vorne in Gold (Gelb) ein roter Löwe, hinten in Rot ein goldener (gelber) Wellenpfahl.“ |
| Wappen der Gemeinde Dettingen an der Iller | Wappenbegründung: Um 1912 war ein Wappen in das Schultheißenamtssiegel aufgenommen worden, das einen mittels senkrechter Schraffur als rot bezeichneten Schild aufwies. Ein linkes Untereck enthielt vier Reihen schräger Schindeln, die offenbar vom Stempelschneider in solche verfälscht worden waren. In Wirklichkeit sollte das Untereck von Silber und Blau schräg gerautet sein und damit an die zeitweiligen bayerischen Rechte in der Gemeinde erinnern. Am 25. April 1974 verlieh das Innenministerium auf Wunsch der Gemeinde nebst der Flagge auch ein neues Wappen. Der rote Löwe ist das Wappentier des Hauses Rechberg, das den Ort von etwa 1326 bis etwa 1790 besessen hat. Der Wellenpfahl symbolisiert die Iller. |

## Wirtschaft und Infrastruktur

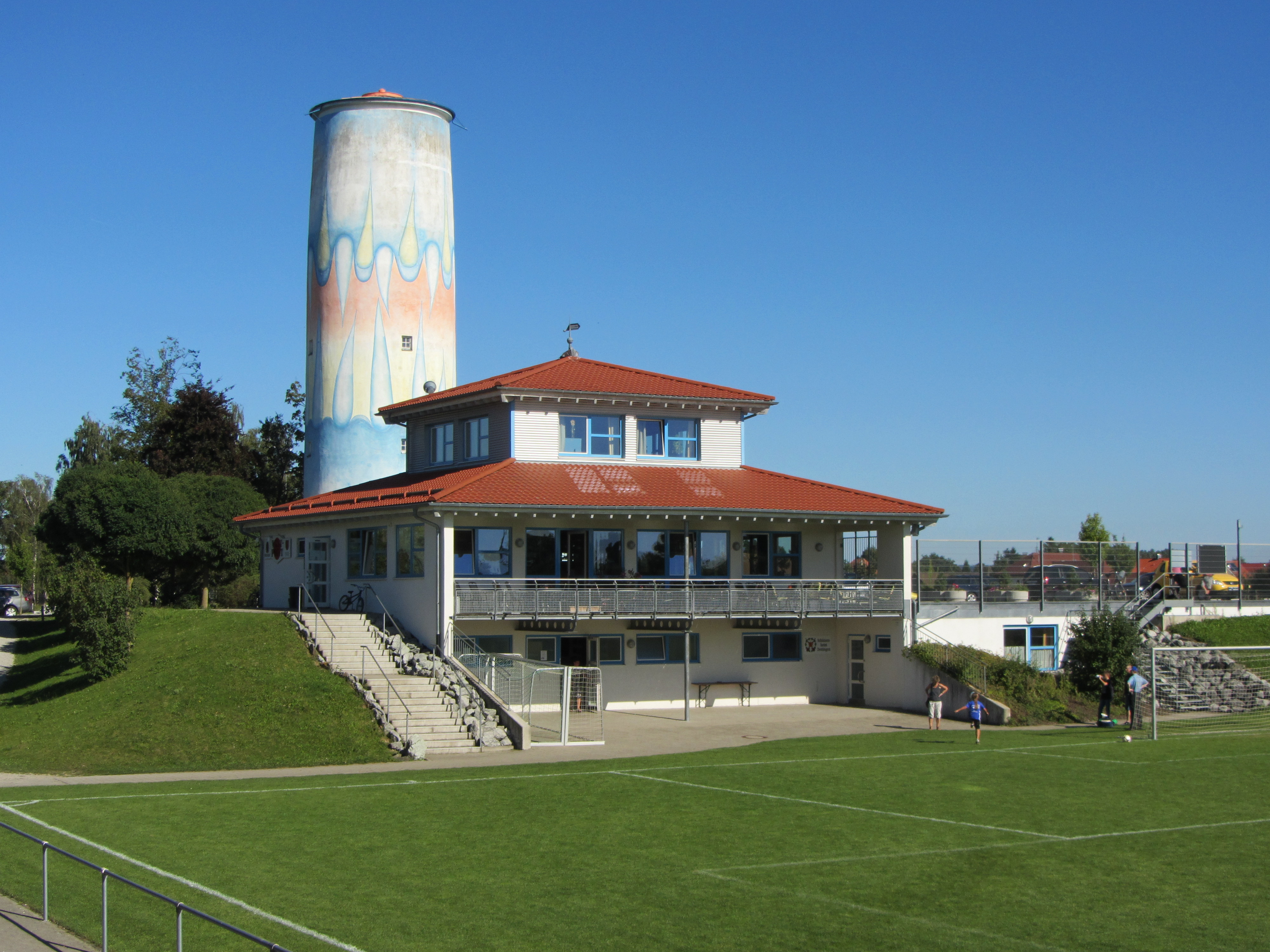
Sportgelände SV Dettingen an der Iller 2012

### Verkehr
Dettingen ist durch die Bundesautobahn 7 gut an das überregionale Straßennetz angeschlossen. Die nächsten Flughäfen befinden sich in Memmingen, Stuttgart und München.

### Ansässige Unternehmen
Die Discounterkette Norma betreibt in Dettingen ein zentrales Auslieferungslager. Zudem besitzt Dettingen noch ein Zentrales Warenlager der Discounterkette Lidl. Außerdem befindet sich im Ortskern ein Autohaus sowie eine Filiale der Kreissparkasse Biberach. Das von den Illerkraftwerken betriebene Kanalkraftwerk (Inbetriebnahme 1927) hat eine Leistung von 11 MW.

### Bildungseinrichtungen
Dettingen verfügt über eine eigene Grundschule.

## Kultur und Sehenswürdigkeiten

### Museen
- Dorfmuseum mit Backhaus und einer funktionstüchtigen Schmiede

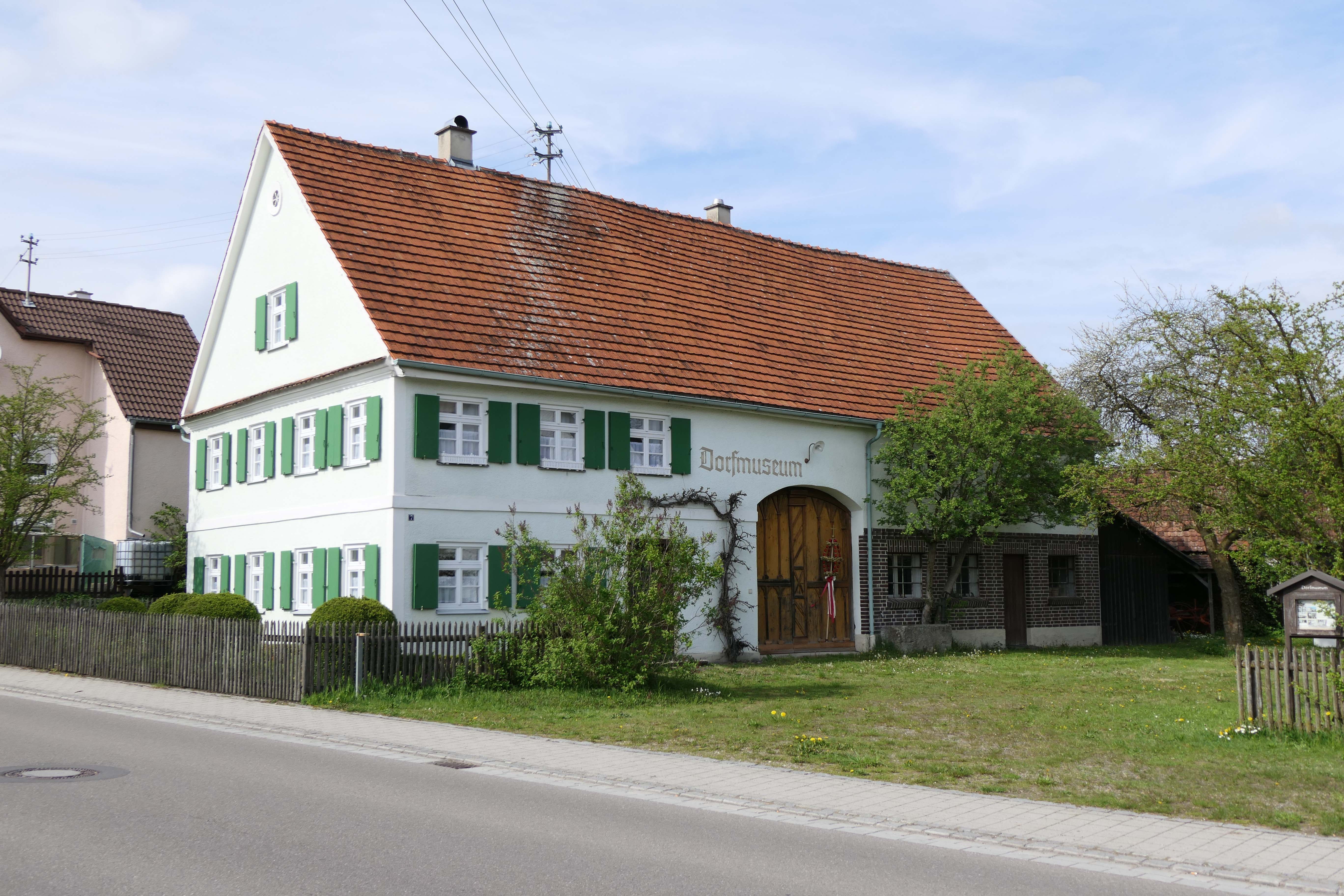
Dorfmuseum in Dettingen an der Iller

### Bauwerke

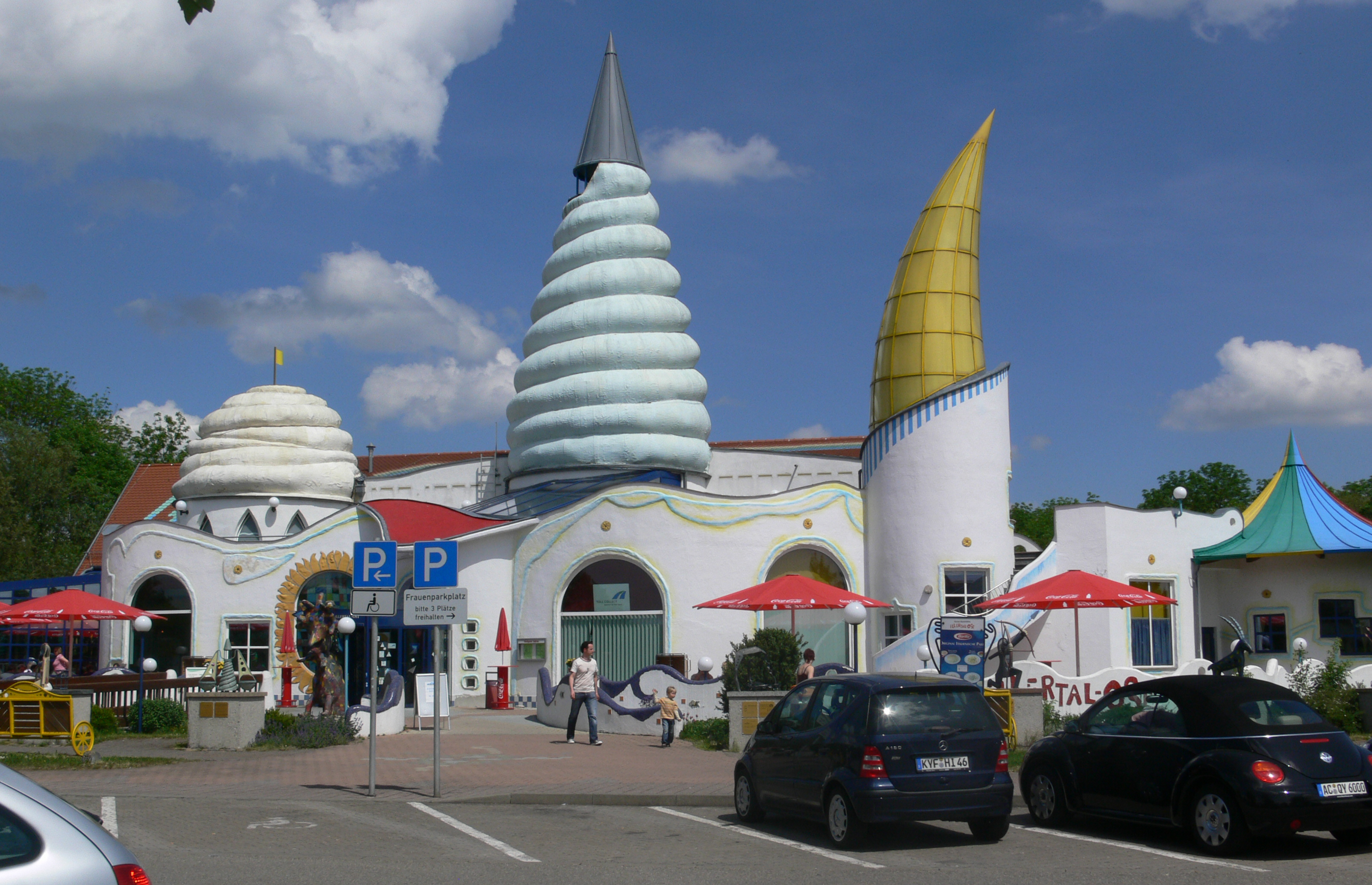
Raststätte Illertal Ost (2008)

- Pfarrkirche Mariä Himmelfahrt in Dettingen an der Iller
- Kirche im Ortsteil Unterdettingen (unter Denkmalschutz)
- Alte Post im Ortsteil Unterdettingen (unter Denkmalschutz)
- Wasserturm von 1951, von Herbert Maierhofer neu gestaltet, 1999
- Raststätte Illertal Ost, Deutschlands erste und bislang einzige künstlerisch gestaltete Autobahnraststätte von Herbert Maierhofer, eröffnet 1997
- Brunnenanlage auf dem Rathausplatz von Josef Alexander Henselmann, 2003
- Stausee Dettingen

Liste der Kulturdenkmale in Dettingen an der Iller

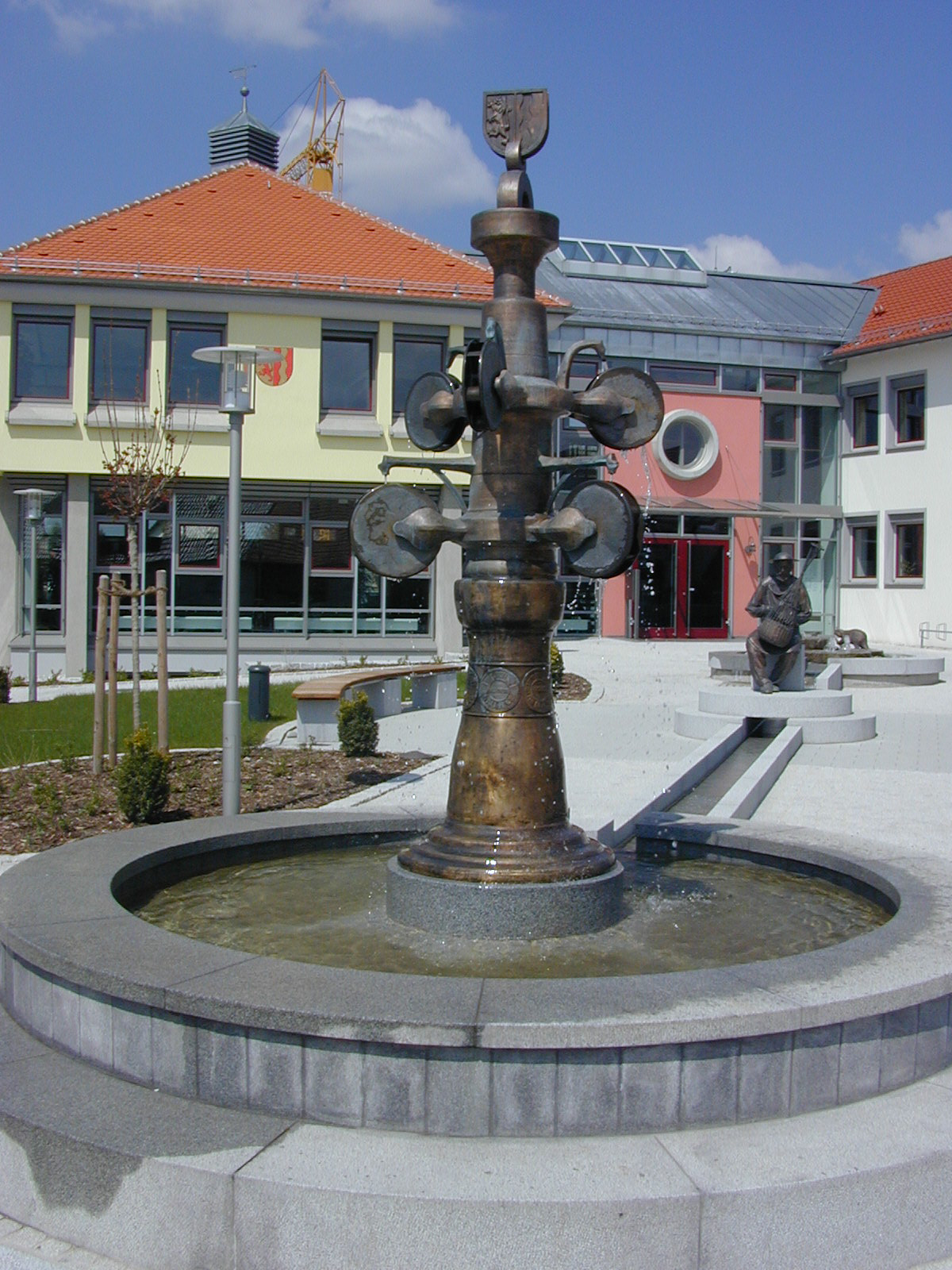
Rathaus mit Brunnenanlage (2013)

## Persönlichkeiten

### Söhne und Töchter der Gemeinde
- Ludwig Baur (1871–1943), geboren in Oberdettingen, Professor für katholische Theologie, Landtagsabgeordneter
- Chrysostomus Baur (1876–1962), Patrologe